# Милко Георгиев (офицер)
Милко Великов Георгиев  е български политически офицер, генерал-майор.

## Биография
Роден е на 20 април 1923 г. в плевенското село Бръшляница. Има завършени 4 класа. През зимата на 1939 г. работи в частна шивашка работилница, а през лятото – обща работа. Член е на РМС от 1939 г., а от 1942 г. е член на БКП (става такъв в затвора). През ноември 1941 г. става разкриване на организацията на РМС в родното му село и е осъден от Плевенския военнополеви съд на 5 години затвор. До август 1944 г. лежи в Плевенския и Варненския затвор, след което е помилван. Връща се в родното си село, където остава до 9 септември 1944 г. След това е милиционер в народната милиция в Плевен. Остава такъв до април 1945 г. Между април 1945 и 1946 г. е организационен работник в Градския комитет на РМС в Плевен. След това до 1947 г. е организационен работник на РМС в Областния комитет. Между 1947 и 1948 г. завършва 45-дневен курс за политически офицери в София и Свищов е определен за културно-просветник при Дома на народната войска в Свищов. В периода 1948 – 1951 г. е завеждащ младежката работа в политическия отдел на петнадесета стрелкова дивизия в Плевен, а след това – началник на отделението за работа сред членовете на ДСНМ в политическия отдел на втора армия. От 1951 г. е заместник-началник на отдела за работа сред членовете на ДСНМ на Главното политическо управление на народната армия. През 1973 г. е награден с орден „Народна република България“ – III ст. Умира през 1984 г. в София.